# Letônia nos Jogos Olímpicos de Inverno de 2006
A Letônia mandou 58 competidores para os Jogos Olímpicos de Inverno de 2006, em Turim, na Itália. A delegação conquistou uma medalha de bronze no luge com Mārtiņš Rubenis.

## Medalhas
| Atleta          | Esporte | Evento               | Medalha |
| --------------- | ------- | -------------------- | ------- |
| Mārtiņš Rubenis | Luge    | Individual masculino | Bronze  |

## Desempenho

### Biatlo
| Atleta                                                    | Evento                     | Final     | Final    | Final    |
| Atleta                                                    | Evento                     | Tempo     | Pen.     | Pos.     |
| --------------------------------------------------------- | -------------------------- | --------- | -------- | -------- |
| Jānis Bērziņš                                             | Velocidade masculino       | 29:09.9   | 1        | 49       |
| Jānis Bērziņš                                             | Perseguição masculino      | 40:22.83  | 2        | 42       |
| Jānis Bērziņš                                             | Individual masculino       | 59:24.3   | 2        | 37       |
| Anžela Brice                                              | Velocidade feminino        | 26:03.1   | 3        | 60       |
| Anžela Brice                                              | Perseguição feminino       | +1 volta  | +1 volta | +1 volta |
| Anžela Brice                                              | Individual feminino        | 56:30.5   | 2        | 48       |
| Ilmārs Bricis                                             | Velocidade masculino       | 27:26.9   | 1        | 12       |
| Ilmārs Bricis                                             | Perseguição masculino      | 35:46.94  | 2        | 4        |
| Ilmārs Bricis                                             | Largada coletiva masculina | 50:27.6   | 3        | 28       |
| Ilmārs Bricis                                             | Individual masculino       | 57:19.2   | 4        | 19       |
| Gerda Krūmiņa                                             | Velocidade feminino        | 27:30.5   | 3        | 74       |
| Gerda Krūmiņa                                             | Individual feminino        | 1:00:26.1 | 4        | 70       |
| Kristaps Lībietis                                         | Velocidade masculino       | 29:21.9   | 0        | 55       |
| Kristaps Lībietis                                         | Perseguição masculino      | 43:51.23  | 6        | 54       |
| Kristaps Lībietis                                         | Individual masculino       | 59:13.4   | 4        | 68       |
| Madara Liuma                                              | Velocidade feminino        | 24:11.02  | 2        | 28       |
| Madara Liuma                                              | Perseguição feminino       | 40:50.80  | 8        | 20       |
| Madara Liuma                                              | Largada coletiva feminina  | 43:52.7   | 5        | 20       |
| Madara Liuma                                              | Individual feminino        | 52:27.2   | 4        | 10       |
| Edgars Piksons                                            | Individual masculino       | 1:06:12.5 | 7        | 79       |
| Linda Savļaka                                             | Velocidade feminino        | 26:54.6   | 1        | 72       |
| Linda Savļaka                                             | Individual feminino        | 59:44.3   | 3        | 63       |
| Raivis Zīmelis                                            | Velocidade masculino       | 29:11.4   | 2        | 50       |
| Raivis Zīmelis                                            | Perseguição masculino      | 40:58.04  | 7        | 46       |
| Jānis Bērziņš Edgars Piksons Raivis Zīmelis Ilmārs Bricis | Revezamento masculino      | 1:28:10.6 | 17       | 16       |
| Madara Liuma Anžela Brice Linda Savļaka Gerda Krūmiņa     | Revezamento feminino       | 1:26:21.3 | 13       | 18       |

### Bobsleigh
| Atleta                                                          | Evento             | Final      | Final      | Final      | Final       | Final       | Final |
| Atleta                                                          | Evento             | 1ª corrida | 2ª corrida | 3ª corrida | 4ª corrida  | Total       | Pos.  |
| --------------------------------------------------------------- | ------------------ | ---------- | ---------- | ---------- | ----------- | ----------- | ----- |
| Jānis Miņins Daumants Dreiškens                                 | Duplas masculinas  | 55.94      | 55.84      | 56.16      | 56.69       | 3:44.63     | 6     |
| Gatis Gūts Intars Dīcmanis                                      | Duplas masculinas  | 56.37      | 56.36      | 57.05      | 57.73       | 3:47.51     | 20    |
| Jānis Miņins Daumants Dreiškens Mārcis Rullis Janis Ozols       | Equipes masculinas | 55.88      | 55.69      | 55.51      | 55.51       | 3:42.59     | 10    |
| Mihails Arhipovs Intars Dīcmanis Māris Bogdanovs Reinis Rozītis | Equipes masculinas | 56.34      | 56.54      | 56.13      | Não avançou | Não avançou | 21    |

### Esqui alpino
| Atletas       | Evento              | Final      | Final      | Final      | Final   | Final |
| Atletas       | Evento              | 1ª Corrida | 2ª Corrida | 3ª Corrida | Total   | Pos.  |
| ------------- | ------------------- | ---------- | ---------- | ---------- | ------- | ----- |
| Ivars Ciaguns | Super-G masculino   |            |            |            | 1:38.18 | 52    |
| Renārs Doršs  | Downhill masculino  |            |            |            | 1:57.54 | 46    |
| Renārs Doršs  | Combinado masculino | 1:44.54    | 52.55      | DNF        | DNF     | DNF   |

### Esqui cross-country
| Atleta          | Evento                     | Preliminares | Preliminares | Quartas     | Quartas     | Semifinal   | Semifinal   | Final       | Final |
| Atleta          | Evento                     | Total        | Pos.         | Total       | Pos.        | Total       | Pos.        | Total       | Pos.  |
| --------------- | -------------------------- | ------------ | ------------ | ----------- | ----------- | ----------- | ----------- | ----------- | ----- |
| Oļegs Andrejevs | Clássico masculino         |              |              |             |             |             |             | 45:44.2     | 77    |
| Oļegs Andrejevs | Largada coletiva masculina |              |              |             |             |             |             | DNF         | DNF   |
| Oļegs Andrejevs | Velocidade masculino       | 2:33.23      | 74           | Não avançou | Não avançou | Não avançou | Não avançou | Não avançou | 74    |
| Valts Eiduks    | Clássico masculino         |              |              |             |             |             |             | 44:12.0     | 69    |
| Valts Eiduks    | Largada coletiva masculina |              |              |             |             |             |             | DNF         | DNF   |
| Valts Eiduks    | Velocidade masculino       | 2:31.25      | 68           | Não avançou | Não avançou | Não avançou | Não avançou | Não avançou | 68    |
| Oļegs Maļuhins  | Largada coletiva masculina |              |              |             |             |             |             | 2:15:10.6   | 60    |
| Oļegs Maļuhins  | Velocidade masculino       | 2:24.88      | 50           | Não avançou | Não avançou | Não avançou | Não avançou | Não avançou | 50    |
| Intars Spalviņš | Clássico masculino         |              |              |             |             |             |             | 45:13.4     | 75    |
| Intars Spalviņš | Largada coletiva masculina |              |              |             |             |             |             | DNF         | DNF   |
| Intars Spalviņš | Velocidade masculino       | 2:32.26      | 72           | Não avançou | Não avançou | Não avançou | Não avançou | Não avançou | 72    |

### Hóquei no gelo
| Equipe | Evento    | Fase de grupos           | Fase de grupos | Quartas           | Semifinal         | Final             | Pos.        |
| Equipe | Evento    | Adversário Placar        | Pos.           | Adversário Placar | Adversário Placar | Adversário Placar | Pos.        |
| --- | --------- | ------------------------ | -------------- | ----------------- | ----------------- | ----------------- | ----------- |
| Artūrs Irbe Edgars Masalskis Sergejs Naumovs Rodrigo Lavins Krisjanis Redlihs Sandis Ozoliņš Georgijs Pujacs Arvids Rekis Agris Saviels Karlis Skrastins Atvars Tribuncovs Ģirts Ankipāns Armands Bērziņš Aigars Cipruss Martins Cipulis Vladimirs Mamonovs Aleksandrs Nizivijs Grigorijs Pantelejevs Mikelis Redlihs Aleks Semjonovs Leonids Tambijevs Herberts Vasiljevs Maris Ziedins | Masculino | USA Estados Unidos E 3-3 | 6º (Gr. B)     | Não avançou       | Não avançou       | Não avançou       | Não avançou |
| Artūrs Irbe Edgars Masalskis Sergejs Naumovs Rodrigo Lavins Krisjanis Redlihs Sandis Ozoliņš Georgijs Pujacs Arvids Rekis Agris Saviels Karlis Skrastins Atvars Tribuncovs Ģirts Ankipāns Armands Bērziņš Aigars Cipruss Martins Cipulis Vladimirs Mamonovs Aleksandrs Nizivijs Grigorijs Pantelejevs Mikelis Redlihs Aleks Semjonovs Leonids Tambijevs Herberts Vasiljevs Maris Ziedins | Masculino | SVK Eslováquia D 3-6     | 6º (Gr. B)     | Não avançou       | Não avançou       | Não avançou       | Não avançou |
| Artūrs Irbe Edgars Masalskis Sergejs Naumovs Rodrigo Lavins Krisjanis Redlihs Sandis Ozoliņš Georgijs Pujacs Arvids Rekis Agris Saviels Karlis Skrastins Atvars Tribuncovs Ģirts Ankipāns Armands Bērziņš Aigars Cipruss Martins Cipulis Vladimirs Mamonovs Aleksandrs Nizivijs Grigorijs Pantelejevs Mikelis Redlihs Aleks Semjonovs Leonids Tambijevs Herberts Vasiljevs Maris Ziedins | Masculino | SWE Suécia D 1-6         | 6º (Gr. B)     | Não avançou       | Não avançou       | Não avançou       | Não avançou |
| Artūrs Irbe Edgars Masalskis Sergejs Naumovs Rodrigo Lavins Krisjanis Redlihs Sandis Ozoliņš Georgijs Pujacs Arvids Rekis Agris Saviels Karlis Skrastins Atvars Tribuncovs Ģirts Ankipāns Armands Bērziņš Aigars Cipruss Martins Cipulis Vladimirs Mamonovs Aleksandrs Nizivijs Grigorijs Pantelejevs Mikelis Redlihs Aleks Semjonovs Leonids Tambijevs Herberts Vasiljevs Maris Ziedins | Masculino | RUS Rússia D 2-9         | 6º (Gr. B)     | Não avançou       | Não avançou       | Não avançou       | Não avançou |
| Artūrs Irbe Edgars Masalskis Sergejs Naumovs Rodrigo Lavins Krisjanis Redlihs Sandis Ozoliņš Georgijs Pujacs Arvids Rekis Agris Saviels Karlis Skrastins Atvars Tribuncovs Ģirts Ankipāns Armands Bērziņš Aigars Cipruss Martins Cipulis Vladimirs Mamonovs Aleksandrs Nizivijs Grigorijs Pantelejevs Mikelis Redlihs Aleks Semjonovs Leonids Tambijevs Herberts Vasiljevs Maris Ziedins | Masculino | KAZ Cazaquistão D 2-5    | 6º (Gr. B)     | Não avançou       | Não avançou       | Não avançou       | Não avançou |

### Luge
| Atleta                 | Evento               | Final      | Final      | Final      | Final      | Final    | Final             |
| Atleta                 | Evento               | 1ª corrida | 2ª corrida | 3ª corrida | 4ª corrida | Total    | Pos.              |
| ---------------------- | -------------------- | ---------- | ---------- | ---------- | ---------- | -------- | ----------------- |
| Aiva Aparjode          | Individual feminino  | 48.934     | 47.957     | 47.721     | 48.453     | 3:13.065 | 18                |
| Kaspars Dumpis         | Individual masculino | 52.432     | 52.063     | 52.391     | 52.402     | 3:29.288 | 17                |
| Anna Orlova            | Individual feminino  | 47.654     | 47.317     | 47.280     | 47.232     | 3:09.483 | 7                 |
| Guntis Rēķis           | Individual masculino | 52.769     | 52.338     | 52.307     | 52.742     | 3:30.156 | 21                |
| Mārtiņš Rubenis        | Individual masculino | 51.913     | 51.497     | 51.561     | 51.474     | 3:26.445 | Medalha de bronze |
| Maija Tīruma           | Individual feminino  | 49.623     | 47.987     | 47.889     | 47.545     | 3:13.044 | 17                |
| Andris Šics Juris Šics | Duplas               | 47.353     | 47.761     |            |            | 1:35.114 | 7                 |

### Patinação de velocidade em pista curta
| Atleta         | Evento          | Preliminar | Preliminar | Quartas     | Quartas     | Semifinal   | Semifinal   | Final       | Final |
| Atleta         | Evento          | Tempo      | Pos.       | Tempo       | Pos.        | Tempo       | Pos.        | Tempo       | Pos.  |
| -------------- | --------------- | ---------- | ---------- | ----------- | ----------- | ----------- | ----------- | ----------- | ----- |
| Evita Krievāne | 1000 m feminino | 1:39.986   | 3          | Não avançou | Não avançou | Não avançou | Não avançou | Não avançou | 19    |
| Evita Krievāne | 1500 m feminino | 2:34.171   | 5          | Não avançou | Não avançou | Não avançou | Não avançou | Não avançou | 23    |

### Skeleton
| Atleta         | Evento    | Final      | Final      | Final   | Final |
| Atleta         | Evento    | 1ª corrida | 2ª corrida | Total   | Pos.  |
| -------------- | --------- | ---------- | ---------- | ------- | ----- |
| Martins Dukurs | Masculino | 58.79      | 58.60      | 1:57.39 | 7     |

Legenda
| Recorde mundial      | Recorde mundial (World record)               |                       | Recorde africano                      | Recorde africano (African) |                                           | Q | Classificado por posição (Qualified) |
| Recorde olímpico     | Recorde olímpico (Olympic record)            | Recorde da América    | Recorde da América (Americas)         | q                          | Classificado por melhor tempo (Qualified) |   |                                      |
| Melhor marca do ano  | Melhor marca do ano (World leading)          | Recorde asiático      | Recorde asiático (Asian)              | DNS                        | Não largou (Did not start)                |   |                                      |
| Recorde nacional     | Recorde nacional (National record)           | Recorde europeu       | Recorde europeu (European)            | DNF                        | Não terminou (Did not finish)             |   |                                      |
| Recorde pessoal      | Recorde pessoal do atleta (Personal best)    | Recorde da Oceania    | Recorde da Oceania (Oceania)          | DSQ / DQ                   | Desclassificado (Disqualified)            |   |                                      |
| Recorde da temporada | Recorde da temporada do atleta (Season best) | Recorde sul-americano | Recorde sul-americano (South America) | NM                         | Sem marca (No mark)                       |   |                                      |